# Identitet (filosofi)
För andra betydelser, se Identitet.
Identitet (av lat. idem, densamme) är inom filosofi en term som beskriver någon typ av grundläggande likhet eller oskiljaktighet. En strikt numerisk identitet är en relation som varje föremål har med ett och endast ett annat föremål, nämligen sig själv. En annan typ av identitet brukar kallas kvalitativ identitet, och beskriver det förhållande som gäller mellan föremål av samma slag, som har relevanta egenskaper gemensamma, t.ex. två exemplar av samma bok.
Det filosofiska identitetsbegreppet ska inte sammanblandas med det kanske mer vardagliga identitetsbegrepp som används inom psykologi och samhällsvetenskap. Det filosofiska begreppet handlar om ett förhållande mellan två föremål, där utsagan {\displaystyle x=y} är sann om och endast om x är identisk med y. Det sociologiska identitetsbegreppet har däremot att göra med en persons självuppfattning, social presentation och mer allmänt aspekten hos en person som gör den unik eller kvalitativt olik från andra (till exempel kulturidentitet, könsidentitet, nationell identitet, kulturell identitet, onlineidentitet och processer för identitetsbildning).
Ett klassiskt filosofiskt problem gäller identitet över tid. Vad krävs för att {\displaystyle x} vid en viss tidpunkt ska vara identisk med {\displaystyle x} vid en senare tidpunkt? Finns det något fog för att t.ex. säga att Derek Parfit vid en viss tidpunkt är identisk med "samma" Derek Parfit åtskilliga år senare, trots att samtliga celler i hans kropp hunnit omsättas under tiden? Theseusskeppet är en klassisk filosofisk paradox som tar upp dessa ämnen. Ett logiskt postulat som hänger ihop med identitetsbegreppet är Leibniz lag, som säger att identitet är en nödvändig följd av att två föremål har samtliga egenskaper gemensamma.